# Ray BLK
Ray BLK, pseudonimo di Rita Ekwere (Nigeria, 2 agosto 1992), è una cantautrice britannica.
Dopo aver pubblicato musica da indipendente ed essere diventata la prima artista priva di contratti discografici a vincere il BBC Sound of The Year nel 2017, Ekwere ha ottenuto un contratto discografico con la Island Records nel 2018, per poi pubblicare l'EP Empress nello stesso anno. Nel 2021 ha pubblicato l'album Access Denied.

## Biografia
Nata in Nigeria ma trasferitasi nel Regno Unito quando aveva circa 4 anni, Rita Ekwere inizia a creare musica a 13 anni, formando il gruppo musicale New Found Content insieme all'amico d'infanzia MNEK. Successivamente, Rita consegue la laurea e inizia a lavorare presso un'agenzia pubblicitaria per sostenersi e poter produrre della musica. A questo punto sceglie Ray BLK come nome d'arte; BLK sta per Building Living Knowing, un motto proprio dell'artista.
Nel 2015 la cantante diffonde in maniera indipendente il suo EP di debutto Havisham. L'opera attira delle attenzioni, e così nel 2016 Ray pubblica il suo secondo EP Dust, che include collaborazioni di rilievo con artisti quali Stormzy, SG Lewis e Wretch 32. Nel medesimo anno viene candidata come miglior nuova artista ai MOBO Awards, mentre nel 2017 vince il BBC Sound of The Year, diventando la prima cantante a riuscirci senza aver prima firmato un contratto con una major discografica.
Nel 2018 firma il suo primo contratto discografico con la Island Records, che distribuisce dunque l'EP Empress, da cui vengono lanciati i singoli Run Run ed Empress. Il progetto ottiene recensioni ampiamente favorevoli dalla critica, ricevendo elogi anche da Elton John. Sempre nel 2018 Ray BLK collabora con Naughty Boy e Wyclef Jean nel brano All Or Nothing.
Nel 2019 apre i concerti britannici del The Nicki Wrld Tour di Nicki Minaj. Nel 2019 rende disponibili i singoli In My Bed e Action, quest'ultimo in collaborazione con il rapper britannico Chip.  Nello stesso periodo, la cantante collabora con i Rudimental e Stefflon Don nel singolo Scared of Love. Nel 2021 collabora con Giggs nel singolo Games e pubblica il singolo da solista Dark Skinned. Pubblica successivamente il singolo Over You, in collaborazione con Stefflon Don, e il suo primo album Access Denied, sempre via Island Records.

## Discografia

### Album
- 2021 – Access Denied

### EP
- 2015 – Havisham
- 2016 – Durt
- 2018 – Empress

### Singoli
Come artista principale
- 2015 – 5050
- 2016 – My Hood (feat. Stormzy)
- 2016 – Chill Out (feat. SG Lewis)
- 2017 – Patience (Freestyle)
- 2017 – Doing Me
- 2018 – All or Nothing (feat. Naughty Boy & Wyclef Jean)
- 2018 – Baby (feat. Yogi & Maleek Berry, Kid Ink)
- 2018 – Run Run
- 2018 – Empress
- 2019 – In My Bed
- 2019 – Action (feat. Chip)
- 2021 – Dark Skinned
- 2021 – Over You

Come artista ospite
- 2019 – Rudimental – Scared of Love (feat. Ray BLK & Stefflon Don)
- 2021 – Giggs – Games (feat. Ray BLK)
- 2022 – JP Cooper – Need You Tonight (feat. Ray BLK)